# Gortyna
Pour les articles homonymes, voir Gortyne (homonymie).
Genre
Gortyna est un genre de lépidoptères (papillons) nocturnes de la famille des Noctuidae.

## Liste des espèces
Selon BioLib (13 septembre 2023) :
- Gortyna basalipunctata (Grasser, 1889)
- Gortyna borelii (Pierret, 1837) - la Noctuelle des peucédans
- Gortyna flavago (Denis & Schiffermüller, 1775) - le Drap d'or ou Noctuelle de l'artichaut
- Gortyna flavina Hreblay & Ronkay, 1997
- Gortyna franciscae (Turati, 1913)
- Gortyna golestanensis (Fibiger & Zahiri, 2006)
- Gortyna hethitica Hacker, Kuhna & Gross, 1986
- Gortyna imitans Hreblay & Ronkay, 1997
- Gortyna joannisi (Boursin, 1928)
- Gortyna moesiaca Herrich-Schäffer, 1849
- Gortyna osmana Hacker & Kuhna, 1986
- Gortyna plumbitincta Hreblay & Ronkay, 1997
- Gortyna puengeleri (Turati, 1909)
- Gortyna xanthenes (Germar, 1842)